# Raymond Ekevwo
Raymond Ekevwo (né le 23 mars 1999 à Ughelli) est un athlète nigérian, spécialiste des épreuves de sprint. 

## Biographie
Lors des Jeux africains de 2019 à Rabat, il remporte la médaille d'or du 100 m dans le temps de 9 s 96,  franchissant pour la première fois de sa carrière la barrière des dix secondes. Lors de cette compétition, il remporte également la médaille d'argent du 4 × 100 m.

## Palmarès
| Date | Compétition          | Lieu       | Résultat | Épreuve   | Temps   |
| ---- | -------------------- | ---------- | -------- | --------- | ------- |
| 2019 | Jeux africains       | Rabat      | 1er      | 100 m     | 9 s 96  |
| 2019 | Jeux africains       | Rabat      | 2e       | 4 × 100 m | 38 s 59 |
| 2022 | Jeux du Commonwealth | Birmingham | 3e       | 4 × 100 m | 38 s 81 |

## Records
| Épreuve | Temps  | Lieu  | Date         |
| ------- | ------ | ----- | ------------ |
| 100 m   | 9 s 96 | Rabat | 27 août 2019 |